# Собор Рождества Христова (Александров)
Собо́р Рождества́ Христо́ва — православный храм в городе Александрове Владимирской области, кафедральный собор Александровской епархии Русской православной церкви.

## История
В 990 году был основан первый храм Александровской земли — деревянная церковь Святителя Николая Чудотворца. Это место тогда называлось Никольский погост и находится рядом с современным собором Рождества Христова в Александрове.
С распространением христианства во второй половине XI века к востоку от Никольского погоста был основан деревянный храм Рождества Христова.
В 1627—1630 годах, когда Русская земля лежала в разорении, царские писцы сделали опись, в которой на Посаде показали две церкви: во имя Рождества Христова и во имя Святителя Николая Чудотворца.
В 1687 году в храмах Рождества Христова и Николая Чудотворца побывали на службе цари Иоанн Алексеевич и Пётр Алексеевич.
В 1696 году попечением царя Петра I вместо этих двух деревянных церквей был построен один каменный храм также в честь Рождества Христова с приделом святителя Николая Чудотворца.
История Христорождественского собора тесно связана с судьбой дочери Петра I, будущей императрицей Елизаветой Петровной. До 1741 года, во время правления Анны Иоанновны, она подолгу жила в Александровской слободе, отосланная подальше от царского двора. Дворец цесаревны стоял в 100 м с юга от Христорождественского храма.
В 1829 году купец Фёдор Баранов взамен деревянной построил при храме Рождества Христова каменную колокольню, а в 1847 году его сын Иван на свои средства расширил храм. В нём заново был построен и освящён придел во имя Святителя Николая Чудотворца.
В 1831 году был заново построен и придел во имя Архистратига Михаила. После перестроек 1820—1830 годов собор был выдержан в стиле ампир.
При купцах Барановых собор был перестроен в просторный храм, вмещавший почти все православное население города и близлежащих деревень.

### В XX веке
В 1929 году храм был закрыт и осквернён советскими властями. До 1990 года в нём в разное время размещались оперный театр, клуб, хлебозавод, дом художественного творчества, центр культуры ВНИИСИМСа.
В 1991 году началось возрождение Христорождественского собора. В 1992 году, в праздник Рождества Христова, в приделе Архистратига Михаила состоялось первое богослужение, а год спустя престол во имя Архистратига Михаила был освящён архиепископом Владимирским и Суздальским Евлогием (Смирновым).

### В XXI веке
К началу 2002 года было закончено восстановление барабана с луковичной главой и крестом. За прошедшие годы территория была обнесена забором, построено здание просфорни, Воскресная школа, библиотека, и отделана крестильная.
Рядом с собором воздвигнут памятник Александру Невскому.
Восстановлена колокольня, в данный момент ведутся работы по её отделке, воздвигнут купол. Обновлён иконостас. Выполнена роспись центральной части собора.

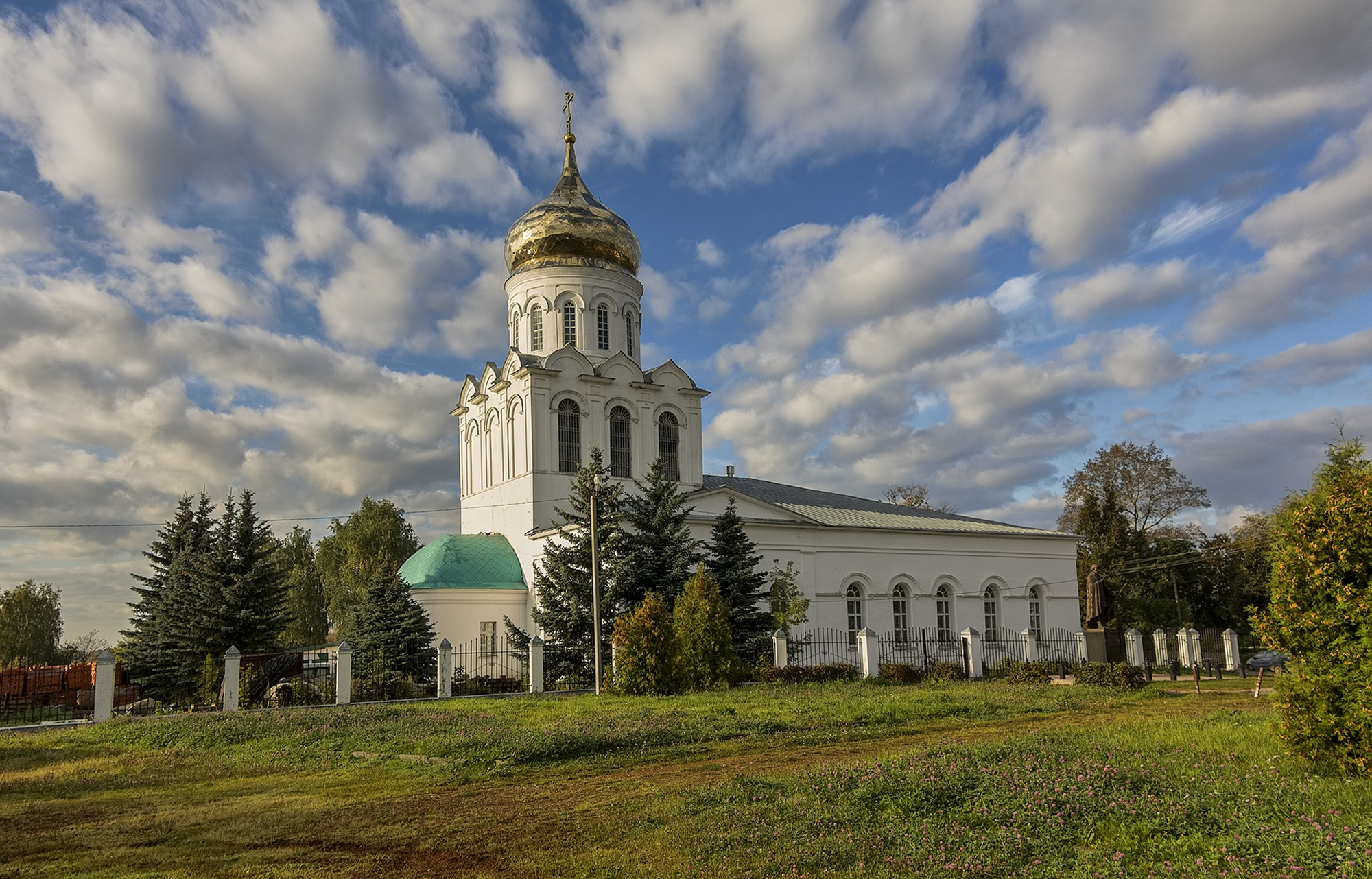
Вид с севера
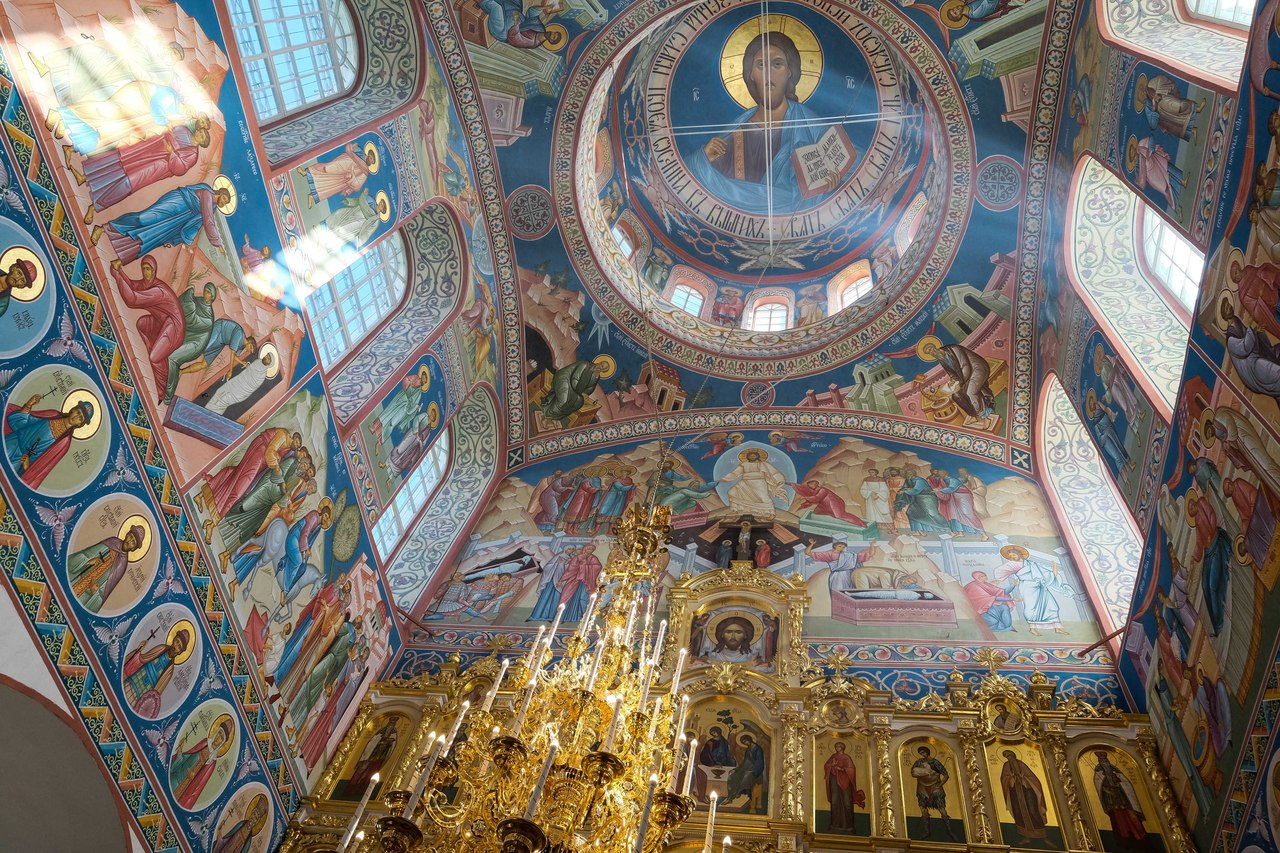
Иконостас и росписи
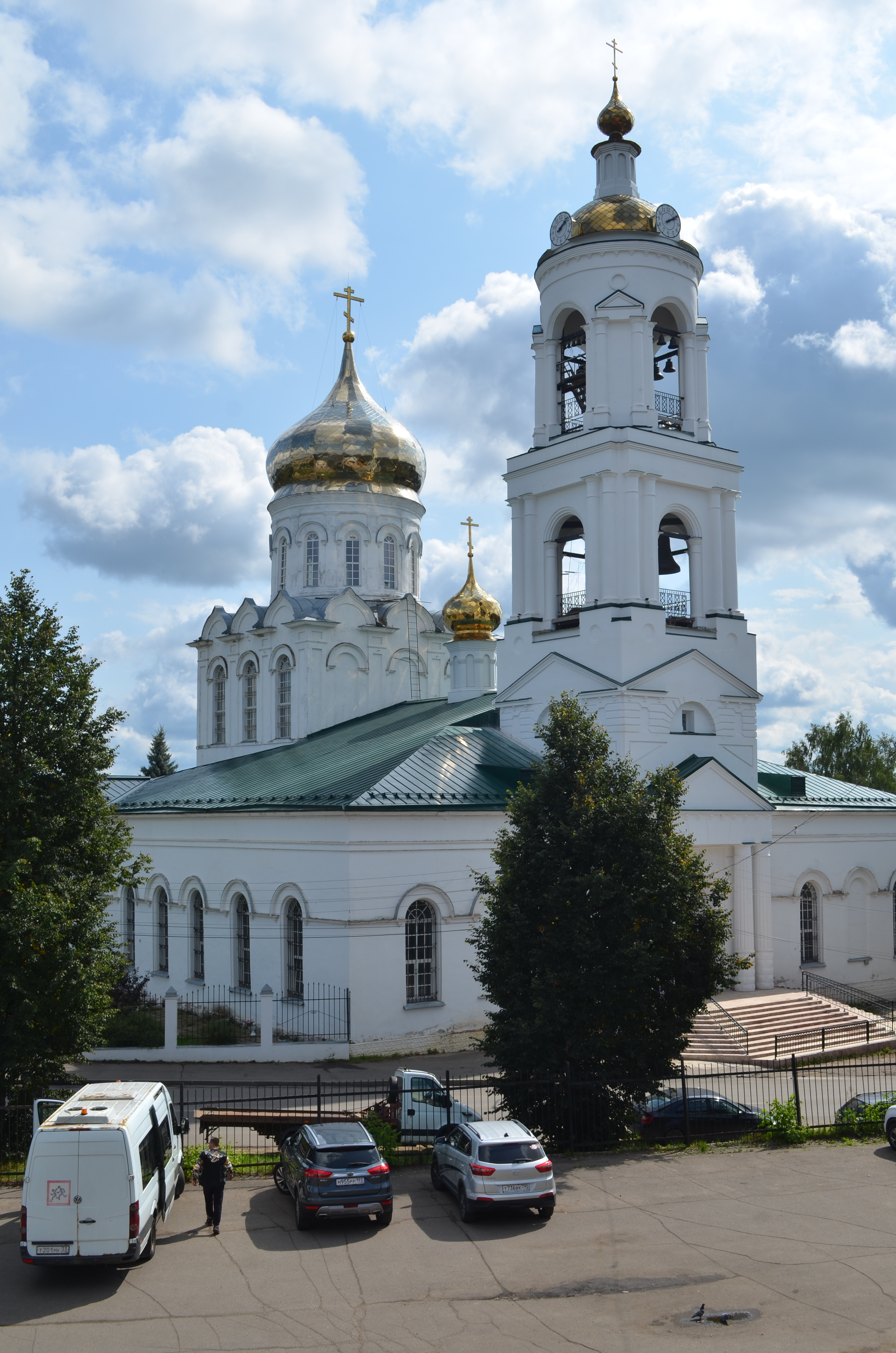
Собор Рождества Христова, 2024 г.

## Престолы храма
- Рождества Христова (главный),
- Архистратига Михаила.

## Духовенство
С 14 июня 1922 года по 1 февраля 1924 года настоятелем был Никита (Делекторский), в будущем священномученик.
С 16 апреля 1924 года до 1929 года — настоятель собора (до его закрытия) — протоиерей Пимен Киселёв.